# 津田美波
津田美波（日语：／ Tsuda Minami，1989年6月8日—），日本女性配音員。隸屬於青二Production。出身於神奈川縣。

## 人物
因為姐姐的夢想是成為作畫，自己想為姐姐做的動畫配音，所以希望將來能成為聲優。又因為很喜歡唱歌，從小四到高三一直在參加合唱部，曾經擔任部長。與兒童合唱團的老師伊東惠里談到有關想成為聲優的事以後，老師便介紹相識的聲優富澤美智惠給津田。富澤美智惠建議津田「進入青二塾吧」，於是高中畢業以後就讀青二塾，畢業後通過選拔考試，成為青二Junior所屬。

## 演出作品

### 電視動畫
※粗體字代表主角人物。
2010年
- 我家3姊妹（小學生）
- 神奇寶貝超級願望（牙牙）
- 怪談餐廳（小B）

2011年
- Fractale（芙琉奈）
- SKET DANCE（高島早希子）
- A頻道（女子中學生A）
- 輕鬆百合（船見結衣）
- 罪惡王冠（集〈幼年〉、寒川潤、寶田律）

2012年
- 妖狐×僕SS（河住小太郎）
- 咲-Saki- 阿知賀篇 episode of side-A（岡橋初瀨）
- 星光少女 Dear My Future（志志美果鈴）
- 輕鬆百合♪♪（船見結衣）

2013年
- 琴浦小姐（朋友A）
- 科學超電磁砲S（帆风润子）
- YUYU式（櫟井唯）
- 幻想玩偶（莎莎羅[3]）
- 蘿球社！SS（竹中椿）
- 蒼藍鋼鐵戰艦（四月一日伊織）

2014年
- 鐵金剛少女Z（吉克〈鋼鐵吉克〉）
- Wake Up, Girls!（吉川愛）
- 噬血狂襲（萌蔥）
- M3〜其為黑鋼〜（真木美奈氏〈幼少〉）
- 普通女高中生要做當地偶像（水元美里）
- 偽姬物語（1號、美術社員A、店員）
- 桃心之劍（鬼姬）
- 電器街的漫畫店（老師）
- 甘城輝煌樂園救世主（莎蘿曼）
- （鴫野睦）

2015年
- 偶像大師 灰姑娘女孩（小日向美穗）
- 絕命制裁X（三倉華）
- 我老婆是學生會長！（三隅倫）
- Classroom☆Crisis（領家真琴）
- 輕鬆百合 夏日時光！+（船見結衣）
- 輕鬆百合 3☆High！（船見結衣）

2016年
- 紅殼的潘朵拉（普洛塞庇娜）
- 虹色時光（小早川杏奈[4]、前輩）
- 偶像活動STARS！（白鳥姬）
- 魔奇少年 辛巴達的冒險（帕露西娜）
- 我老婆是學生會長！+！（三隅倫）

2017年
- 動物朋友（美洲豹[5]）
- 人渣的本願（三戶）
- ID-0（米可莉·摩耶[6]）
- 咕嚕咕嚕魔法陣（梅西）
- 偶像大師 灰姑娘女孩劇場 第2期（小日向美穗）
- Wake Up, Girls! 新章（吉川愛）

2018年
- citrus（藍原芽衣）
- 爆肝工程師的異世界狂想曲（莉薩）
- 小木乃伊到我家（小學生空、幼少空、吽）
- 黑色五葉草（萨莉）
- 鋼彈創鬥者 潛網大戰（卡娜莉）
- 立花館戀愛三角關係（夏乃花火）
- 三次元女友 REAL GIRL（石野亞梨紗[7]）
- 櫻桃小丸子（惠美）
- 漫畫女孩（編澤麻友）
- 閃亂神樂 SHINOVI MASTER -東京妖魔篇-（蓮華[8]）

2019年
- 哆啦A夢（飄太）
- 不吉波普不笑（道元咲子）
- 動物朋友2（美洲豹）
- 三次元女友 REAL GIRL 第2期（石野亞梨紗）
- 幻影天使（草摩佳菜）
- 偶像活動 on Parade！（白鳥姬）

2020年
- 成群結伴！西頓學園（斑刃伊惠娜)
- 科學超電磁砲T（帆风润子）
- 突擊莉莉 BOUQUET（天野天葉[9]）

2021年
- 比方說，這是個出身魔王關附近的少年在新手村生活的故事（莉荷[10]）
- 回復術士的重啟人生（諾倫／艾蓮）
- 新幹線戰士Z（新多真[11]）
- 櫻桃小丸子（チュー太郎）
- D_CIDE TRAUMEREI THE ANIMATION（幼時龍平）
- 蠟筆小新（白雪姬子）
- SAKUGAN（琳達）

2022年
- 終末的後宮（葉句露）
- 少女前線（PKP）
- 數碼寶貝幽靈遊戲（茲巴獸）
- BORUTO-火影新世代-NARUTO NEXT GENERATIONS-（奧斯卡的母親）
- Delicious Party ♡ 光之美少女（塞爾菲尤）
- 我與機器子（平凡人[12]）

2023年
- 不當哥哥了！（穗月紅葉[13]）
- 魔法使的新娘 SEASON2（露西·韋伯斯特[14]）
- 躍動青春（高嶺十貴子[15]）
- 總之就是很可愛（少女）
- 森林家族 芙蕾雅的Go For Dream!（麗貝卡）

2024年
- 輪迴第7次的惡役令孃，在前敵國享受自由自在的新娘生活（艾爾絲）
- 夢想成為魔法少女（姊母娞摩／萊貝爾布魯姆[16]）
- 金屬口紅（艾斯·馬基亞斯、艾麗絲·馬基亞斯[17]）

2025年
- 不幸職業【鑑定士】其實是最強的（黑姬[18]）
- 轉生為第七王子，隨心所欲的魔法學習之路（莎莉亞[19]）
- 黑化吧！聖女大人（ディアナ・ペリドット[20]）
- 殺手旅店（リンゴ・アデール[21]）

### OVA
2011年
- 戰場女武神3 為誰而負的槍傷（艾咪·阿普爾、芙蕾德里嘉·利普斯）
- TIGER×DRAGON！（學生A）
- 皮卡丘的夏天·大橋·故事（牙牙）

2014年
- 輕鬆百合 夏日時光！（船見結衣）

2015年
- 普通女高中生要做當地偶像 聖誕特別篇（水元美里）

2016年
- 我老婆是學生會長！（三隅倫）※漫畫第9卷附DVD特裝版
- 虹色時光「虹色日和」（小早川杏奈）※漫畫第13卷動畫DVD同捆版[22]
- 普通女高中生要做當地偶像 嘗試做PV。（水元美里）

2017年
- SUPER LOVERS（友梨）※漫畫第10卷附動畫DVD限定版
- YUYU式 給人添麻煩、被人添麻煩（櫟井唯）

2018年
- 賽馬娘 Pretty Derby BNW的誓言（空中神宮）

2022年
- 噬血狂襲 FINAL（曉萌蔥）

### 網路動畫
2016年
- 女友伴身邊（♪）（鴫野睦）
- 星期一的豐滿（健身教練）

2019年
- 超级七龙珠英雄（卡敏、魔神普婷）

### 劇場版動畫
2010年
- 劇場版 文學少女（井上舞花）

2011年
- 神奇寶貝劇場版：比克提尼與黑英雄 捷克羅姆/白英雄 雷希拉姆（艾莉絲的牙牙）

2012年
- 神奇寶貝劇場版：酋雷姆VS聖劍士 凱路迪歐（艾莉絲的牙牙）

2014年
- Wake Up, Girls! 七位偶像（吉川愛）
- 劇場版 星光少女 全星選拔 星光☆十強（志志美果鈴）

2015年
- 劇場版 蒼藍鋼鐵戰艦 -ARS NOVA- DC（四月一日伊織）
- 劇場版 蒼藍鋼鐵戰艦 -ARS NOVA- Cadenza（四月一日伊織）

2016年
- 劇場版偶像學園STARS！（白鳥姬）
- planetarian～星之人～（路茨）

2017年
- 少女與戰車 最終章 第1話（安藤）

2018年
- 劇場版 星光樂園&星夢頻道～閃耀紀念LIVE～（志志美果鈴）

2019年
- 少女與戰車 最終章 第2話（安藤）

2021年
- 少女與戰車 最終章 第3話（安藤、蜂谷千歲）

2023年
- 黑色五葉草：魔法帝之劍（莎莉）

2025年
- 劇場版 我與機器子（平凡人[23]）

### 遊戲
2011年
- Weiβ Schwarz 攜帶版（襟澤英）
- 戰場女武神3（艾米·阿普爾、弗雷德里卡·利普斯）

2012年
- 偶像大師 灰姑娘女孩（小日向美穗）
- Beast Breakers（長妻陽菜）
- 靈異照相機～被附身的筆記本～
- 星光少女 9、10、11、12季（果鈴）

2013年
- 女友伴身邊（鴫野睦）
- 幻獸姬（魯薩爾卡）
- 月英學園 -kou-

2014年
- Wake Up, Girls! 舞台天使（吉川愛）
- 討鬼傳 極（曆）

2015年
- 閃亂神樂 夏日對決 -少女們的選擇-（蓮華）
- 偶像大師 灰姑娘女孩 星光舞台（小日向美穗）
- 女友伴身邊（♪）（鴫野睦）

2016年
- 為了誰的鍊金術師（亞爾貝爾）

2017年
- 白貓Project（瑪娜）
- 閃耀幻想曲（櫟井唯[24]、編澤麻友）
- DEAD OR ALIVE Xtreme Venus Vacation（海咲）[25]
- 超级七龙珠英雄（魔神普婷、卡敏）

2018年
- Re:Stage！節奏舞步（船見結衣[26]）
- 賽馬娘Pretty Derby（Air Shakur[27]）
- 少女前線（AEK-999）

2019年
- 47 HEROINES（一條谷空[28]）
- 魔法禁书目录 幻想收束（帆风润子、竹之内志保）

2022年
- 異度神劍3（彌央）

2023年
- Engage Kill（竹之内志保）

### 廣播劇CD
2010年
- 廣播劇CD 魔塔大陸3 終結世界的少女詩歌 side Fennel〜After story〜（阿爾瑪）
- 廣播劇CD版 文學少女與沉陷過往的愚者  【後篇】（井上舞花）

2012年
- Cobalt星7 廣播劇CD Platinum 三千寵愛在一身（櫻霞）
- 輕鬆百合 激論！迫近的米拉庫現象（船見結衣）※單行本第8卷附贈廣播劇CD限定版

2016年
- THE IDOLM@STER CINDERELLA GIRLS ICHIBAN KUJI ORIGINAL CD（小日向美穗）

### 廣播
- a-FANFAN（2012年－2013年，USEN）
- 津田美波的廣播 桃心之劍！（2014年，Radio大阪、HiBiKi Radio Station）
- 廣播 桃心之劍 R！（2015年，HiBiKi Radio Station）[29]
- Radio citrus secret love affair ×××.（2017年－2018年，音泉）[30]

### 廣播CD
- 廣播CD「YUYU式放送部」#1〜#6（2013年）※電視動畫「YUYU式」Blu-ray第1卷〜第6卷初回限定版特典
- ID-0廣播風CD「ID-0 元祖掘削學院」（2017年）※【Amazon.co.jp限定】 ID-0 Blu-ray BOX 特裝限定版特典
- 廣播CD「Radio citrus secret love affair ×××.」Vol.1（2018年）

### 其他
- 美聲時計.R（2011年）
- 幻想玩偶 動畫官方應用程式（2013年，莎莎羅[31]）
- 桃心之劍 雪與白銀的少女（2013年，第7話、第8話、第17話、第18話、第23話－第25話朗讀）
- citrus PV影像（2014年，藍原芽衣[32]
- 溫泉女孩（磐梯熱海萩[33]）</ref>

## 外部連結
- 津田さんは明日もがんばるよ。 （页面存档备份，存于）（日語）
- 事務所官方簡歷 （页面存档备份，存于）（日語）